# Rubaboo
Rubaboo es un estofado o papilla común que consumen los coureurs des bois y voyageurs (comerciantes de pieles franceses) y los métis de América del Norte. Este plato se elabora tradicionalmente con guisantes y/o maíz, con grasa (de oso o cerdo) y un espesante (pan o harina) que constituye la base del guiso. El pemmican y el azúcar de arce también se agregaban comúnmente a la mezcla. El rubaboo que elabora Plains Metis a menudo se hace con pemmican, conejo, pollo de las praderas o salvia y una amplia variedad de vegetales silvestres como la chirivía silvestre (lii naavoo), la cebolla, el nabo y los espárragos que se pueden agregar a la comida. con preferencia. La mezcla espesada se volvió a servir más tarde como "rechow" (re-chaud). A veces, ocasionalmente se escribe Rubbaboo. Otras fuentes lo describen como compuesto principalmente de pemmican hervido, con agentes espesantes agregados cuando están disponibles.

## Orígenes
La etimología de la palabra es una mezcla de la palabra francesa roux (un espesante utilizado en salsas y salsas) con la palabra para sopa ("aboo") de una lengua algonquina, como Anishnaabe naboo. Aunque se puede agregar pemmican al guiso, Rubaboo y pemmican siguen siendo platos separados, pero están estrechamente vinculados culturalmente entre sí en la historia de Metis.